# Joseph Xavier von Sachsen
Joseph Xavier von Sachsen, Graf von der Lausitz (auch Baron von Zabeltitz), vollständiger Name: Joseph Xavier Karl Raphael Philipp Benno von Sachsen (* 23. August 1767 in Dresden; † 25. Juni 1802 in Ossegg), genannt Chevalier de Saxe – und (wie sein Vater) Comte de Lusace –, war ein Offizier und General, der in verschiedenen Armeen gedient hat.  Sein Vater war Prinz Franz Xaver von Sachsen (1730–1806), Administrator des Kurfürstentums Sachsen. Er besuchte eine französische Militärschule und schlug die Offizierslaufbahn in der französischen Armee ein, 1782 trat er in den Malteserorden ein.
Als Chevalier de Saxe wird auch Johann Georg von Sachsen, ein illegitimer Sohn Augusts des Starken, bezeichnet.

## Lebensstationen als Offizier

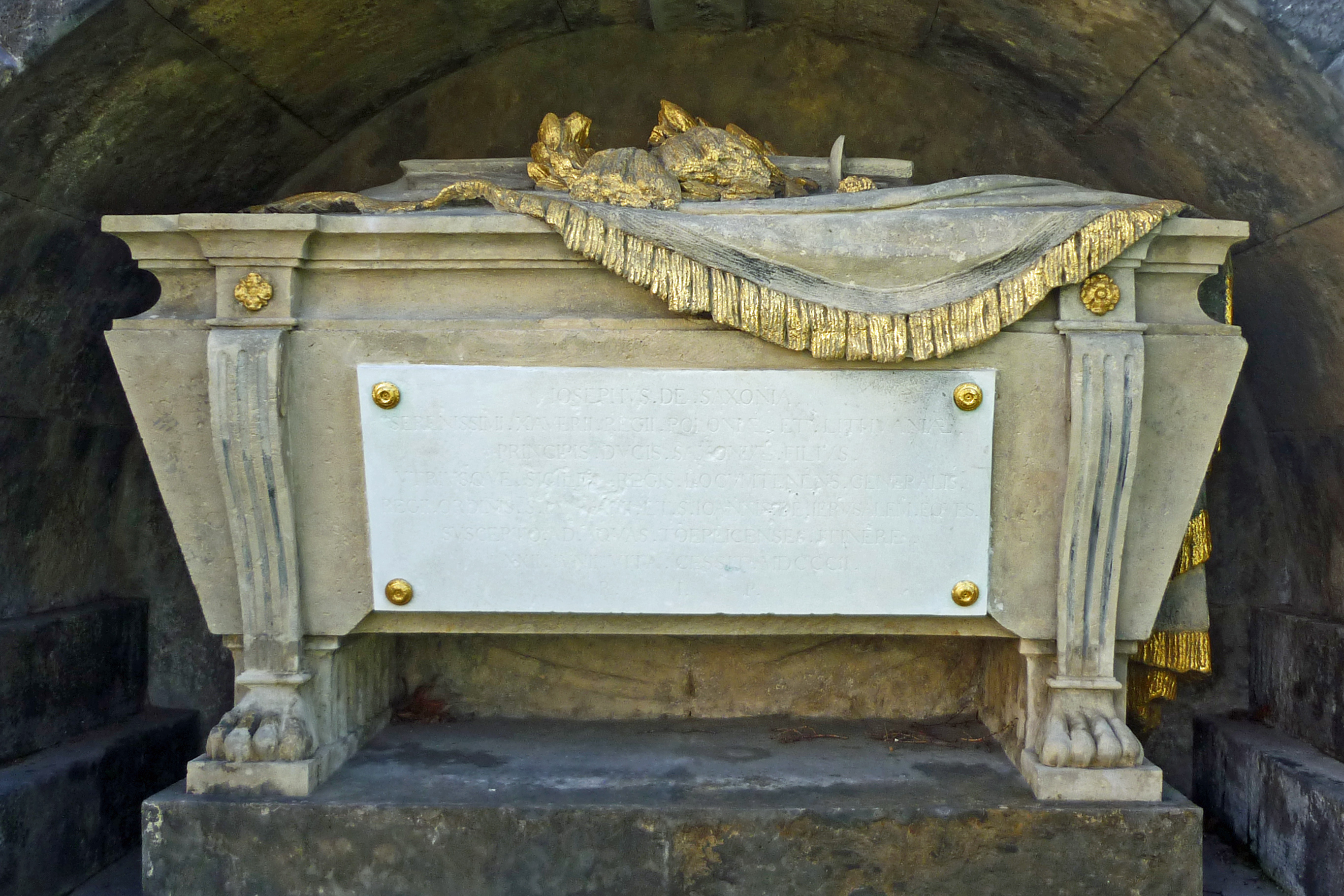
Grabdenkmal des Joseph Xavier von Sachsen auf dem alten Friedhof in Osek

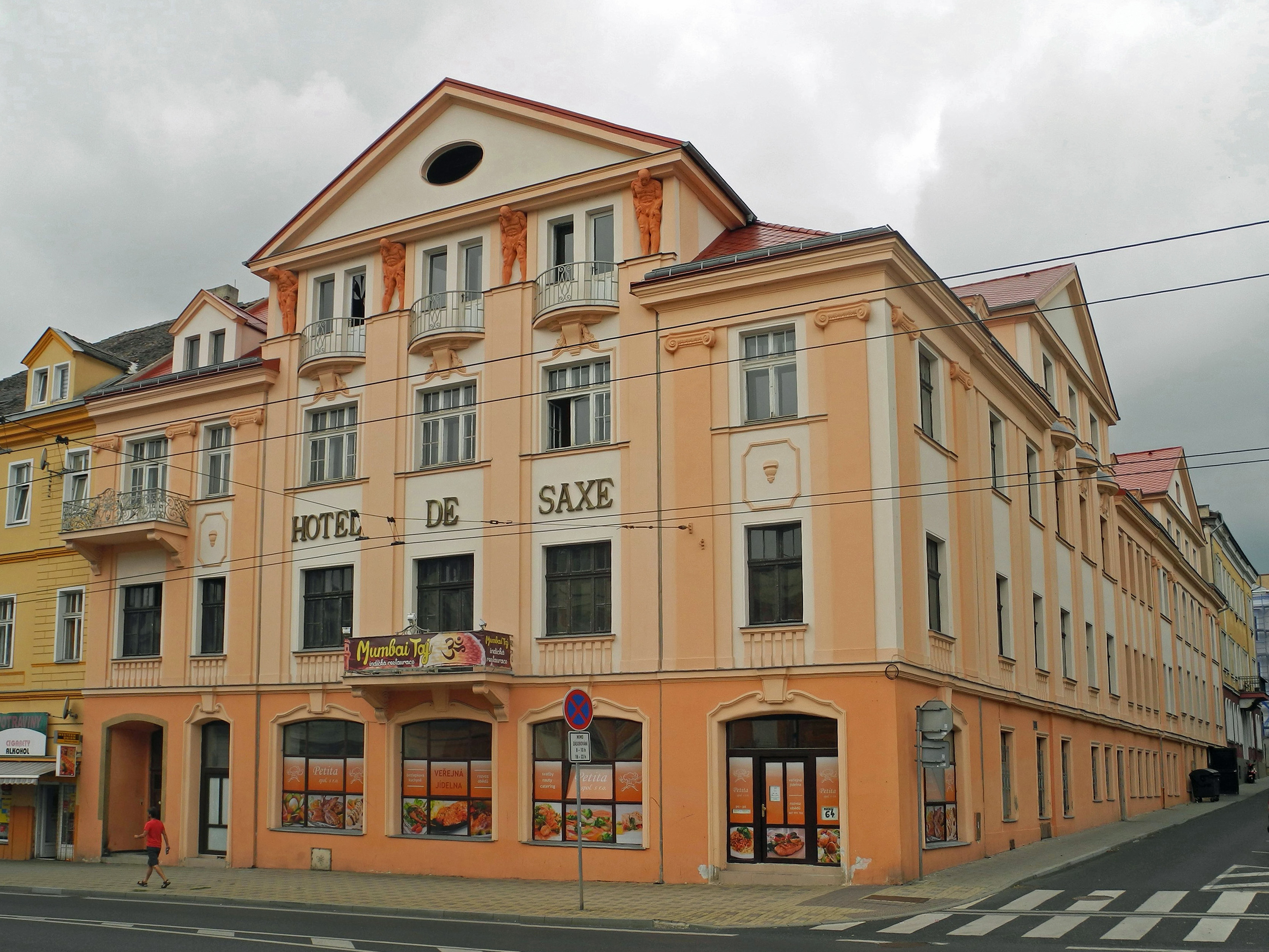
Hotel de Saxe im heutigen Teplice

Nach der Französischen Revolution verließ er Frankreich und ging 1794 nach St. Petersburg. Er wurde Oberst bei der russischen Garde und erhielt von der Zarin Katharina II. eine Leibrente von 2000 Rubel. Nach Aldanow war er berühmt für seinen Lebensstil, als Frauenheld, für seine körperliche Stärke und vor allem für seine Kämpfe – er galt als König der Duellanten.
Wegen einer Auseinandersetzung mit den russischen Prinzen Schtscherbatow und Subow wurde er von der Zarin aus Russland ausgewiesen. Er ging zu seiner Schwester Maria Anna von Sachsen (1770–1845), Frau des Fürsten Don Paluzzo Altieri (1760–1834), nach Neapel und wurde als General in den königlichen Dienst aufgenommen. Er war im  Zweiten Koalitionskrieg an mehreren Schlachten gegen die französischen Invasoren beteiligt und wurde 1798 in der Schlacht von Civita Castellana verwundet. Nach dem Einzug der Franzosen in Neapel ging er nach Wien und trat in die Dienste der Habsburger.
Im Jahr 1802 reisten die russischen Widersacher des Chevalier de Saxe Generaladjutant Platon Alexandrowitsch Subow (1767–1822) und Oberstleutnant Nikolai Grigorjewitsch Schtscherbatow (1777–1848) nach Wien, um sich mit dem Chevalier zu duellieren. Der russische Botschafter Graf Andrei Kirillowitsch Rasumowski (1752–1836) und der Diplomat Charles Joseph de Ligne (1735–1814) versuchten im Streit zwischen dem Chevalier de Saxe und den russischen Adligen zu vermitteln, blieben aber erfolglos. Es wurde ein Duell in der Nähe von Teplitz vereinbart. Beim Duell am 25. Juni 1802 wurde der Chevalier vom russischen Oberstleutnant Schtscherbatow erschossen.
Das Grabdenkmal des Chevalier de Saxe Joseph Xavier von Sachsen wurde vom Bildhauer Franz Pettrich geschaffen und befindet sich auf dem alten Friedhof an der Pfarrkirche St. Peter und Paul in Ossegg (Osek) in Nordböhmen. Es steht unter Denkmalschutz (ÚSKP-Nr. 42824/5-2712).
Die lateinische Inschrift lautet: „Hier ruht Joseph de Saxe – Sohn des durchlauchtigsten Xaver, des königlichen Prinzen von Polen und Litauen, des sächsischen Herzogs – der beauftragte Statthalter des Königs beider Sizilien, Ritter des königlichen Ordens des Hl. Januarius und des Hl. Joseph von Jerusalem verstarb auf seiner Reise zu den Teplitzer Quellen am 22. Juni 1802.“ Das „Hotel de Saxe“ im heutigen Teplice, Masarykova třída 661/35 erinnert an den „Chevalier de Saxe“.